# سعيد بن هبة الله

## اسمه وعلمه
هو سعيد بن هبة الله بن الحسين (أبو الحسين) طبيب، عالم، فيلسوف، ولد ببغداد سنة 436 هجرية (1045 م) وقرأ على أبي العلاء بن التلميذ، وعلى أبي الفضل كتيفات، وعلى عبدان الكاتب.

## عمله
خدم المقتدي بأمر الله، وولده المستظهر بالله (العباسيين). وكان يتولى مداواة المرضى في البيمارستان العضدي. ألف كتبا في الطب والفلسفة والمنطق.
مؤلفاته:
من تآليفه الطبية: (المغني في الطب) صنفه للمقتدي بأمر الله، كتاب (منهاج البيان في ما يستعمله الإنسان) كتاب (الإقناع) في الطب، كتاب (التلخيص النظامي)، كتاب (في اليرقان) (مقالة في صفات تراكيب الادوية المحال عليها في كتاب المغني) وأخيرا (جوابات عن مسائل طبية سئل عنها).

## وفاته
كانت وفاته سنة 495 هجرية (1102 م).